# Бахдим, Ирфан
Ирфан Харис Бахдим (нидерл. Irfan Haarys Bachdim; родился 11 августа 1988, Амстердам) — индонезийский и нидерландский футболист, выступающий на позиции полузащитника, игрок индонезийского клуба ПСС Слеман и национальной сборной Индонезии.

## Биография

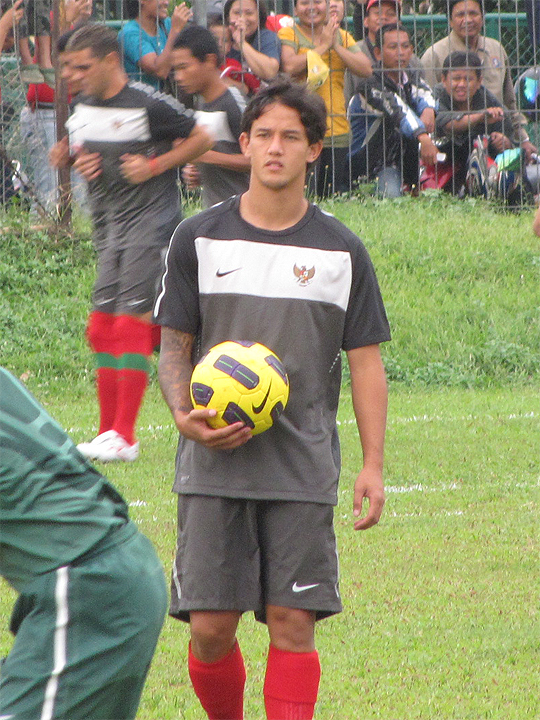
Бахдим в 2010 году

Ирфан Бахдим родился 11 августа 1988 года в городе Амстердам. Его отец Новаль Бахдим — индонезиец, а мать Хестер ван Дейк нидерландка. Футболом он начал заниматься в юношеской команде амстердамского «Аякса», а три года спустя, в 2002 году, Ирфан перебрался в клуб «Аргон» из Утрехта. Довольно быстро Ирфан был замечен скаутами «Утрехта», и вскоре талантливый полузащитник пополнил юношескую команду клуба.
В 2008 году Ирфан был переведён в основной состав «Утрехта». Дебют молодого полузащитника состоялся 17 февраля в матче чемпионата Нидерландов против клуба «ВВВ-Венло», завершившемся разгромным поражением «Утрехта» со счётом 1:4. Матч стал единственной игрой Ирфана в основном составе, весь следующий сезон он выступал в молодёжной команде.
В июле 2009 года Бахдим на правах свободного агента перешёл в клуб первого дивизиона «Харлем». Его дебют в команде состоялся 14 августа в гостевом матче против МВВ. На поле Бахдим вышел в конце второго тайма, заменив нападающего Эдгара Манучаряна. Матч завершился поражением «Харлема» со счётом 2:0. 28 августа, в игре против «Эммена», благодаря голам Каусемакера, Бахдима и дублю тен Хёвела, «Харлем» одержал первую победу в сезоне. В начале ноября у «Харлема» появились финансовые проблемы, и Ирфан решил по договорённости с клубом расторгнуть действующий контракт. В составе «Харлема» Ирфан провёл 12 матчей и отметился одним забитым мячом.
В начале января 2010 года Бахдим отправился вместе с отцом в Индонезию искать новую команду. Как заявил сам Ирфан, он хочет играть в Индонезии, для того, чтобы быть ближе к национальной сборной. В конце января он находился на просмотре в клубе «Персия Джакарта», но контракт с клубом Ирфан так и не подписал, и 31 января вернулся обратно в Амстердам. В марте Бахдим тренировался со своим бывшим клубом «Аргоном», и даже провёл несколько товарищеских матчей.